# Odprto prvenstvo ZDA 1989
Odprto prvenstvo ZDA 1989 je teniški turnir za Grand Slam, ki je med 28. avgustom in 10. septembrom 1989 potekal v New Yorku.

## Moški posamično
Boris Becker :  Ivan Lendl, 7–6(7–2), 1–6, 6–3, 7–6(7–4)

## Ženske posamično
Steffi Graf :  Martina Navratilova, 3–6, 7–5, 6–1

## Moške dvojice
John McEnroe /  Mark Woodforde :  Ken Flach /  Robert Seguso, 6–4, 4–6, 6–3, 6–3 

## Ženske  dvojice
Hana Mandlíková /  Martina Navratilova :  Mary Joe Fernández /  Pam Shriver, 5–7, 6–4, 6–4

## Mešane dvojice
Robin White /  Shelby Cannon :  Meredith McGrath /  Rick Leach, 3–6, 6–2, 7–5